# Hypotaenidia wakensis
Il rallo di Wake (Hypotaenidia wakensis Rothschild, 1903) era un uccello della famiglia dei Rallidi originario dell'isola omonima.

## Descrizione
Il rallo di Wake era una specie incapace di volare. L'adulto misurava circa 22 cm di lunghezza; ciascuna ala misurava 8,5–10 cm, la coda 4,5 cm, il becco 2,5-2,9 cm e il tarso 3,3-3,7 cm. Era strettamente imparentato con il rallo delle Filippine (Hypotaenidia philippensis), che però è in grado di volare. La colorazione era marrone-grigiastra scura sulle regioni superiori, nonché sulla sommità del capo, sulla regione facciale e sulle guance. Le regioni inferiori erano color marrone cenere, con una serie di strisce sottili bianche su addome, petto e fianchi. La parte superiore del collo e il mento erano biancastri. Una sorta di «sopracciglio» si estendeva dal mento, attraverso la regione sopraoculare, fino al becco. Becco, zampe e piedi erano marroni.

## Distribuzione e habitat
Il rallo di Wake era l'unica specie di uccello terricolo originaria di Wake, uno sperduto atollo del Pacifico settentrionale posto a 3700 km da Honolulu e a 2430 km da Guam. Era presente sulle isole di Wake e Wilkes, ma non su quella di Peale, separata dalle altre da un canale largo circa 100 m.

## Biologia
La biologia della specie è scarsamente conosciuta. Quando venne descritta per la prima volta da Lionel Walter Rothschild, nel 1903, era ancora numerosa. Viveva nelle boscaglie di Cordia subcordata e si nutriva di molluschi, insetti e vermi. Dal momento che nel suo habitat naturale non vi erano sorgenti naturali di acqua dolce, si ritiene che sia stata in grado di sopravvivere a lungo senza bere.
La stagione della riproduzione iniziava con il corteggiamento e la copula alla fine di luglio, ma la deposizione delle uova avveniva solamente verso la metà di agosto. Quando l'ornitologo Alexander Wetmore osservò il rallo nel 1923, lo descrisse come una specie molto curiosa, ma affermò anche che qualsiasi movimento brusco la faceva fuggire rapidamente nei suoi ripari. Il richiamo consisteva in una sorta di chiocciare delicato o in un «chiacchiericcio» di bassa intensità.

## Estinzione
La storia del rallo di Wake termina in un modo orribilmente triste e strano. Dopo essere sopravvissuto ai pericolosissimi albori della storia umana, questo uccello è diventato una vittima della seconda guerra mondiale. Nella grande guerra del Pacifico, l'isola di Wake diventò una guarnigione giapponese. L'isola si trovava a soli 6 m sul livello del mare ed era ricoperta da boschetti di Pandanus. Non c'era posto per nessun altro tipo di uccelli di terra. Poiché la guerra continuò, le già disperate condizioni dei giapponesi, isolati e privi di rifornimenti, peggiorarono ulteriormente. I soldati stavano morendo di fame. Così, a uno a uno, ogni rallo presente sull'isola fu cacciato e mangiato. Scomparve del tutto nel 1945, ma di fronte a una tragedia come quella di Hiroshima, per diversi anni nessuno si occupò della sua estinzione.